# IIHF divízió IV-es jégkorong-világbajnokság
Az IIHF divízió IV-es jégkorong-világbajnokság a Nemzetközi Jégkorongszövetség (International Ice Hockey Federation, IIHF) szervezésében, minden évben megrendezésre kerülő nemzetközi jégkorongtorna. A divíziót 2020-ban hozták létre, a világbajnokság legalacsonyabb osztálya.

## Eredmények
A divízió IV győztese feljut a következő év divízió III B csoportjába. A divízió III B utolsó helyezettje kiesik a divízió IV-be.
| Év   | Feljutott a divízió III B-be     |
| ---- | -------------------------------- |
| 2020 | A Covid19-pandémia miatt törölve |
| 2021 | A Covid19-pandémia miatt törölve |
| 2022 | Kirgizisztán                     |
| 2023 | Fülöp-szigetek                   |
| 2024 | Mongólia                         |
| 2025 | Üzbegisztán                      |